# Кишна, Рикардо
Рикардо Денни Кишна (нидерл. Ricardo Dennie Kishna; родился 4 января 1995 года в Гааге, Нидерланды) — нидерландский футболист, игравший на позиции вингера.

## Клубная карьера
Рикардо начинал свою карьеру в клубе АДО Ден Хааг, а в 2010 году вошёл в систему «Аякса». В мае 2011 года заключил с клубом контракт на три года. В середине сезона 2013/14 нападающий был переведён в «Йонг Аякс». 22 декабря 2013 года он дебютировал за «Аякс» в матче Лиги Европы против «Ред Булла». В середине января 2014 года Кишна продлил свой контракт с клубом ещё на два года. В чемпионате Нидерландов дебютировал 23 февраля 2014 года в матче против клуба АЗ. В этом матче нападающий отметился забитым голом.
В середине июля 2015 года Кишна попал в сферу интересов итальянского «Лацио», который намеревался усилить линию атаки перед началом сезона. 28 июля Рикардо успешно прошёл медобследование в Риме, а на следующий день подписал с «Лацио» контракт на четыре года. Дебютировал за новую команду 8 августа в матче за Суперкубок Италии против «Ювентуса», заменив во втором тайме Данило Катальди. Встреча завершилась поражением «Лацио» со счётом 2:0.
31 августа 2020 года вернулся в АДО Ден Хааг.

## Достижения
«Аякс»
- Чемпион Нидерландов: 2013/14